# Thrombus abyssi
Thrombus abyssi är en svampdjursart som först beskrevs av Carter 1873.  Thrombus abyssi ingår i släktet Thrombus och familjen Thrombidae. Utöver nominatformen finns också underarten T. a. niger.